# Mu isamaa on minu arm
A Mu isamaa on minu arm (magyarul: Szülőhazám a szerelmem) egy észt nyelvű vers, Lydia Koidula tollából. Az észt himnusz mellett az egyik legfontosabb észt nemzeti dal. A verset 1869-ben zenésítette meg Aleksander Kunileid. 
Igazán népszerű hazafias dallá azonban az 1944-es átdolgozását követően vált, miután Gustav Ernesaks új zenei alapot írt hozzá. 1947 óta minden Tallinni Dalfesztivált ezzel a dallal zárnak. A verset könnyű összetéveszteni az észt himnusszal, mivel címe és kezdősorai hasonlóak egymáshoz. A szovjet elnyomás időszakában a Mu isamaa on minu arm egyfajta nemzeti himnusszá emelkedett az észtek körében.

## Eredeti szövege észt nyelven
Mu isamaa on minu arm,

Kel südant annud ma.

Sull' laulan ma, mu ülem õnn,

Mu õitsev Eestimaa!
Su valu südames mul keeb,

Su õnn ja rõõm mind rõõmsaks teeb,

Su õnn ja rõõm mind rõõmsaks teeb

Mu isamaa, mu isamaa!
Mu isamaa on minu arm,

Ei teda jäta ma,

Ja peaksin sada surma ma

See pärast surema!
Kas laimab võõra kadedus,

Sa siiski elad südames,

Sa siiski elab südames,

Mu isamaa, mu isamaa!
Mu isamaa on minu arm,

Ja tahan puhata,

Su rüppe heidan unele,

Mu püha Eestimaa!
Su linnud und mull' laulavad,

Mu põrmust lilled õitsetad,

Mu põrmust lilled õitsevad,

Mu isamaa, mu isamaa!

## A magyar fordítások
A műnek több magyar nyelvű átirata, fordítása is ismert.

### Képes Géza fordítása
Szerelmem vagy te, szép hazám
Szerelmem vagy te, szép hazám,
 
Neked adtam szivem,

Te vagy, viruló észt hazám,
 
Vágyam és örömem.
 
Szívemben napfényed ragyog,
 
Ha te örülsz, boldog vagyok,
 
Szülőhazám!
Szerelmem vagy te, szép hazám,
 
Nem hagylak téged el,

Teérted száz kínt, száz halált
 
Elszenvedek, ha kell.

Irigy szava hozzád nem ér,
 
Képed, mint rég szívemben él,
 
Szülőhazám.
Szerelmem vagy te, szép hazám
 
S majd megpihenve lent
 
Öledben béke vár reám
 
Észtország, drága, szent'.

Madárraj őrzi álmomat,

Poromból friss virág fakad,
 
Szülőhazám.
(Képes Géza fordítása, 1969 előtt)

### Árpás Károly fordítása
Szülőhazám a szerelmem'.
Szülőhazám a szerelmem, 

Kinek szívem adám,

Téged dalollak, legfőbb jó:
 
Virágzó Észt Hazám!
 
Fájdalmad ég szívemen,
 
Boldogságod öröm nekem,
 
Szülőhazám!
Szülőhazám a szerelmem!
 
El őt sose hagynám,

Száz halált ha halni kéne

érte éltem adnám!

Gyaláz idegen irigység?
 
Mégis ragyogsz, szívemben élsz
 
Szülőhazám!
Szülőhazám a szerelmem,
 
S ha végem várna rám,
 
Öled fogadjon álomra

Szentséges Észt Hazám!

Madárid álomba hívnak,
 
Poromból virágok nyílnak,

Szülőhazám!
(Árpás Károly fordítása, 1979)